# Brzozówko
Brzozówko (deutsch Brosowken, 1938–1945 Birkenhöhe) ist ein Ort in der polnischen Woiwodschaft Ermland-Masuren, der zur Landgemeinde Budry (Buddern) im Powiat Węgorzewski (Kreis Angerburg) gehört.

## Geographische Lage
Brzozówko liegt im Nordosten der Woiwodschaft Ermland-Masuren, neun Kilometer nordöstlich der Kreisstadt Węgorzewo (Angerburg).

## Geschichte
Das Dorf Birkenfeld wurde 1554 gegründet und nach 1627 Brosowicken, nach 1774 Brosowken genannt. Es handelte sich um ein weit gestreutes Dorf. Zwischen 1874 und 1945 gehörte es zum Amtsbezirk Popiollen (polnisch Popioły), der – von 1939 bis 1945 umbenannt in Amtsbezirk Albrechtswiesen – dem Kreis Angerburg im Regierungsbezirk Gumbinnen der preußischen Provinz Ostpreußen zugeordnet war.
In Brosowken und seinen drei Ortsteilen Brosowkenberg (1938–1945 Birkenstein, polnisch Brzozowska Góra), Friedrichsfelde (Gnaty) und Waldhof (Kaczorowo) waren im Jahr 1910 insgesamt 291 Einwohner registriert. Ihre Zahl betrug 1925 noch 280, 1933 noch 279 und sank bis 1939 auf 241.
Aus politisch-ideologischen Gründen der Abwehr fremdländisch klingender Ortsnamen wurde Brosowken am 3. Juni (amtlich bestätigt am 16. Juli) 1938 in Birkenhöhe umbenannt.
Im Jahre 1945 kam das Dorf in Kriegsfolge mit dem gesamten südlichen Ostpreußen zu Polen und trägt seither die polnische Namensform Brzozówko. Heute ist es Sitz eines Schulzenamtes (polnisch Sołectwo) für Brzozówko mit Brzozowska Góra (Brosowkenberg, 1938–1945 Birkenstein), und eine Ortschaft im Verbund der Landgemeinde Budry im Powiat Węgorzewski, bis 1998 der Woiwodschaft Suwałki, seither der Woiwodschaft Ermland-Masuren zugehörig.

## Religionen
Brosowken war bis 1945 in die evangelische Kirche Buddern in der Kirchenprovinz Ostpreußen der Evangelischen Kirche der Altpreußischen Union und in die katholische Kirche Zum Guten Hirten Angerburg im Bistum Ermland eingepfarrt.
Heute gehört Brzozówko zur katholischen Pfarrei in Budry im Bistum Ełk (Lyck) der Römisch-katholischen Kirche in Polen bzw. zur evangelischen Kirchengemeinde Węgorzewo (Angerburg), einer Filialgemeinde der Pfarrei in Giżycko (Lötzen) in der Diözese Masuren der Evangelisch-Augsburgischen Kirche in Polen.

## Verkehr
Brzozówko liegt an einer Nebenstraße, die bei Budry (Buddern) von der polnischen Woiwodschaftsstraße DW 650 und einstigen deutschen Reichsstraße 136 abzweigt und über Krzywińskie (Krzywinsken, 1927–1945 Sonnheim) nach Pozezdrze (Possessern, 1938–1945 Großgarten) führt. Eine Bahnanbindung besteht nicht.